# Sealioning
Sealioning (também escrito sea-lioning e sea lioning. Tradução literal em português, "leão-marinhar"; "fazer de leão-marinho") é um tipo de trolagem ou assédio que consiste em perseguir as pessoas com pedidos persistentes de evidências ou perguntas repetidas, mantendo uma pretensão de civilidade e sinceridade. Pode assumir a forma de "convites incessantes e de má-fé para o debate".

## Descrição
O trol finge ignorância e polidez, de forma que se o alvo for provocado a dar uma resposta raivosa, o trol pode então agir como a parte prejudicada. O sealioning pode ser executado por um único trol ou por vários outros agindo em conjunto. A técnica de sealioning foi comparada ao galope de Gish e metaforicamente descrita como um ataque de negação de serviço direcionado a seres humanos.
Um ensaio da coleção Perspectives on Harmful Speech Online, publicada pelo Berkman Klein Center for Internet & Society em Harvard, observou:

Retoricamente, o sealioning funde o questionamento persistente - muitas vezes sobre informações básicas, informações facilmente encontradas em outros lugares ou pontos não relacionados ou tangenciais - com um compromisso fortemente insistido com um debate razoável. Ele se disfarça como uma tentativa sincera de aprender e se comunicar. O sealioning, portanto, funciona tanto para exaurir a paciência, atenção e esforço comunicativo do alvo quanto para retratar o alvo como irracional. Embora as perguntas do "leão-marinho" possam parecer inocentes, elas são maliciosas e têm consequências prejudiciais.— Amy Johnson, Berkman Klein Center for Internet & Society (Maio de 2019)
O sealioning pode ser eficaz em interromper conversas regulares em uma comunidade online e criar polarização. Às vezes, um trol faz perguntas sugestivas ou enganosas para levar o alvo a gastar sua energia fornecendo explicações extensas.

## Origens e história
O termo se originou com uma tira de 2014 do Webcomic Wondermark de David Malki, onde um personagem expressa uma aversão a leões-marinhos e um leão-marinho se intromete para pedir repetidamente que ela explique sua declaração e tenta (de maneira exageradamente civilizada) interrogar seus pontos de vista, seguindo os personagens na privacidade de sua própria casa. "Leão marinho" (Sea lion) foi rapidamente verbalizado. O termo ganhou popularidade como uma forma de descrever o trolar online e foi usado para descrever alguns dos comportamentos daqueles que participaram da controvérsia do Gamergate.
Em um estudo de 2016, publicado no periódico First Monday, com foco em usuários do controverso Gamergate, os participantes foram questionados sobre o que eles acreditavam ser "assédio". Os participantes foram citados alegando que "expressões de desacordo sincero" foram consideradas assédio por oponentes do fórum e que o termo foi usado para silenciar pedidos legítimos de prova.